# ボスキー郡 (テキサス州)
ボスキー郡（ボスキーぐん、英: Bosque County、[ˈbɒskiː] BOSS-kee）は、アメリカ合衆国テキサス州の中央部、エドワーズ高原に位置する郡である。2010年国勢調査での人口は18,212人であり、2000年の17,204人から5.9%増加した。郡庁所在地はメリディアン市（人口1,493人）であるが、同郡で人口最大の町はクリフトン市（人口3,442人であり、郡内の文化と金融の中心でもある。郡名は郡中央を南北に貫いて流れるボスキー川に因んで名付けられた。ブラゾス川とこれに注ぐホィットニー湖貯水池が郡の東側の境界となっている。

## 地理
アメリカ合衆国国勢調査局に拠れば、郡域全面積は1,003平方マイル (2,598 km2)であり、このうち陸地989平方マイル (2,562 km2)、水域は13平方マイル (34 km2)で水域率は1.34%である。

### 主要高規格道路
- テキサス州道6号線
- テキサス州道22号線
- テキサス州道144号線
- テキサス州道174号線

### 隣接する郡
- サマーヴェル郡 - 北
- ジョンソン郡 - 北東
- ヒル郡 - 東
- マクレナン郡 - 南東
- コリエル郡 - 南
- ハミルトン郡 - 西
- イーラス郡 - 北西

## 人口動態
以下は2000年の国勢調査による人口統計データである。
| 基礎データ - 人口: 17,204人 - 世帯数: 6,726 世帯 - 家族数: 4,856 家族 - 人口密度: 7人/km2（17人/mi2） - 住居数: 8,664軒 - 住居密度: 3軒/km2（9軒/mi2） 人種別人口構成 - 白人: 90.75% - アフリカン・アメリカン: 1.92% - ネイティブ・アメリカン: 0.55% - アジア人: 0.11% - 太平洋諸島系: 0.03% - その他の人種: 5.17% - 混血: 1.47% - ヒスパニック・ラテン系: 12.23% 年齢別人口構成 - 18歳未満: 24.4% - 18-24歳: 6.2% - 25-44歳: 23.8% - 45-64歳: 25.0% - 65歳以上: 20.5% - 年齢の中央値: 42歳 - 性比（女性100人あたり男性の人口） - 総人口: 95.9 - 18歳以上: 92.3 | 世帯と家族（対世帯数） - 18歳未満の子供がいる: 29.5% - 結婚・同居している夫婦: 60.6% - 未婚・離婚・死別女性が世帯主: 8.2% - 非家族世帯: 27.8% - 単身世帯: 25.4% - 65歳以上の老人1人暮らし: 14.1% - 平均構成人数 - 世帯: 2.48人 - 家族: 2.95人 収入と家計 - 収入の中央値 - 世帯: 34,181米ドル - 家族: 40,763米ドル - 性別 - 男性: 31,669米ドル - 女性: 21,739米ドル - 人口1人あたり収入: 17,455米ドル - 貧困線以下 - 対人口: 12.7% - 対家族数: 8.9% - 18歳未満: 16.8% - 65歳以上: 14.6% |

## メディア
ボスキー郡はダラス・フォートワースメディア市場に属している。視聴できるテレビ局は9局ある。また州中央部のウェーコ・テンプル・キリーン・メディア市場からの放送を受信できる。

## 都市と町
- クリフトン
- クランフォールズギャップ
- コッパール、未編入の町
- アイアデル
- ラグナパーク、未編入の町
- メリディアン - 郡庁所在地
- モーガン
- モスハイム、未編入の町
- バレーミルズ、一部はマクレナン郡内
- ウォルナットスプリングス
- ウォマック、未編入の町

## 著名な住人
- カルビン・M・キュアトン、テキサス州検事総長（1919年-1921年）、テキサス州最高裁判所長官（1921年-1940年）
- ジェイムズ・T・ドレイパー・ジュニア、南部バプテスト牧師、1950年代後半にボスキー郡の牧師だった
- ジェイムズ・E・ファーガソン、第26代テキサス州知事
- ミリアム・A・ファーガソン、上記ジェイムズの妻、第29代および第32代テキサス州知事
- アール・B・メイフィールド、テキサス州上院議員、アメリカ合衆国上院議員
- ジョン・ロマックス、音楽学者、民俗学者